# Zvon Jan Křtitel
Zvon Jan Křtitel z r. 1546 z katedrály svatého Víta, Václava a Vojtěcha na Pražském hradě vyrobil zvonař Stanislav. Dolní průměr zvonu je 158 cm, nachází se na něm latinský nápis.

## Rozměry
- Dolní průměr: 158 cm
- Výška: 128 cm
- Hmotnost: 3500 kg

## Popiszvonu
- Koruna: šest uch s akanty
- Čepec: třířádkový nápis, mezi řádky páska, obtočená trojlistým akantem:

| „ | ANNO DOMINI 1546 HEC CAMPANA RENOVATA ET CONFLATA EST POST CONFLAGRATIONEM ECCLESIE PRAGENSIS AD LAVDEM / ET HONOREM OMNIPOTENTIS DEI ET BEATORVM MARTIRVM ADALBERTI SIGISMUNDI PATRORVM DICTE ECCLESIE PRAGENSIS / PER MAGISTRVM STANISLAVM ANTIQVE CIVITATIS PRAGENSIS IMPENSIS VERO NOBILIS DOMINI VLRICI PAVZAR DE MICHNICZ. | “ |

Pod tím ornamentální pás - listy vinoucí se ze dvou delfínů.
- Krk:
  - erb, v něm vyskakující figura - muž, v pravici drží nad hlavou napřažený meč, oblečen v skládané suknici
  - na protější straně znak svatovítské kapituly, po stranách reliéf sv. Zikmunda a sv. Vojtěcha
- Věnec: pruh se čtyřmi listy

## Zavěšení a stav zvonu
Zvon je zavěšen na dřevěné hlavě v ocelové konstrukci na horním patře velké věže, v severní části, proti zvonu sv. Václav. Zvon je v dobrém stavu.